# Amphicoma haucki
Amphicoma haucki är en skalbaggsart som beskrevs av Nikodym 2005. Amphicoma haucki ingår i släktet Amphicoma och familjen Glaphyridae. Inga underarter finns listade i Catalogue of Life.